# ام. گولدشمیت هلدینگ
ام. گولدشمیت هلدینگ (انگلیسی: M. Goldschmidt Holding) شرکت سرمایه‌گذاری دانمارکی است، که در سال ۱۹۷۹ تأسیس شد.